# Inspector General Especial para la Reconstrucción de Afganistán
El inspector general especial para la Reconstrucción de Afganistán (en inglés: Special Inspector General for Afghanistan Reconstruction) es la principal autoridad supervisora del Gobierno de los Estados Unidos sobre la reconstrucción de Afganistán. El Congreso creó la Oficina del inspector general especial para la Reconstrucción de Afganistán para proporcionar una supervisión independiente y objetiva de los fondos para la reconstrucción de Afganistán. Bajo la autoridad de la Sección 1229 de la Ley de Autorización de Defensa Nacional para el año fiscal 2008 (PL 110-181), la oficina busca realizar auditorías, inspecciones e investigaciones para promover la eficiencia y eficacia de los programas de reconstrucción y detectar y prevenir el despilfarro y el fraude. y abuso del dinero de los contribuyentes. El inspector general también cuenta con una línea directa que permite a las personas denunciar sospechas de fraude.

## Informes trimestrales
La Ley Pública 110-181 ordena al oficina presentar un informe trimestral al Congreso Este informe ordenado por el Congreso resume las auditorías y actividades de investigación de la oficina. El informe también proporciona una visión general de las actividades de reconstrucción en Afganistán e incluye una declaración detallada de todas las obligaciones, gastos e ingresos asociados con la reconstrucción.
Como parte de su mandato legislativo, la oficina rastrea el estado de los fondos estadounidenses asignados, comprometidos y desembolsados para actividades de reconstrucción en Afganistán en el Informe Trimestral. Al 30 de septiembre de 2019, Estados Unidos se había asignado aproximadamente 132.550 millones de dólares para ayuda y reconstrucción en Afganistán desde el año fiscal 2002. Estos fondos se han asignado a cuatro áreas principales:
- USD 82,550 millones para seguridad ($4,570 millones para narcotráfico)
- USD 34.460 millones de dólares para gobernanza y desarrollo (4.370 millones de dólares para iniciativas antinarcóticos)
- USD 3.85 millones para ayuda humanitaria
- USD 11.700 millones de dólares para operaciones civiles[4]

## Historia

### Creación
El Inspector General Especial para la Reconstrucción de Afganistán fue creado con la promulgación de la Ley Pública 110-181 cuando el presidente George W. Bush firmó el documento H.R. 4986 ("House of Representatives" o Cámara de Representantes) el 28 de enero de 2008.

### Dirección

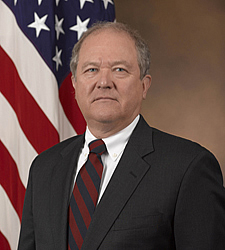
John F. Sopko en 2012

Inspector General: En 2012, el presidente Barack Obama seleccionó a John F. Sopko para desempeñarse como Inspector General Especial. Sopko tenía más de 30 años de experiencia en supervisión e investigaciones como fiscal, asesor del Congreso y asesor principal del gobierno federal. Llegó a la oficina del representante procedente de Akin Gump Strauss Hauer & Feld LLP, una firma de abogados internacional con sede en Washington D. C., de la que había sido socio desde 2009. La experiencia gubernamental de Sopko incluía más de 20 años en Capitol Hill, donde ocupó puestos clave tanto en el Senado como en la Cámara de Representantes. Formó parte del personal del Comité de Energía y Comercio de la Cámara de Representantes, el Comité Selecto de Seguridad Nacional y el Subcomité Permanente de Investigaciones del Senado[cita requerida].
Desde su nombramiento, Sopko ha testificado varias veces ante el Congreso en nombre de la oficina.

### Personal y ubicaciones
Según el Informe de la organización al Congreso de octubre de 2014, la oficina empleaba a 197 empleados federales. El informe señaló que tiene 29 empleados en la Embajada de Estados Unidos en Kabul y otros ocho empleados en ubicaciones afganas fuera de la Embajada. Los miembros del personal estaban estacionados en cuatro lugares en todo el país, incluidos Base aérea de Kandahar y la Base Aérea de Bagram, Mazar-i-Sharif. La oficina empleó a tres afganos locales en su oficina de Kabul para apoyar a las direcciones de Investigaciones y Auditorías.

### Reconocimientos
- En octubre de 2014, más de dos docenas de empleados del Inspector General Especial para la Reconstrucción de Afganistán fueron reconocidos por sus logros destacados en la 17.ª ceremonia anual de premios de la Comunidad del Inspector General. Los premios incluyeron el premio Sentner, dos premios a la excelencia en auditoría y dos premios a la excelencia en acto especial.[7]
- En octubre de 2012, los Equipos de Auditoría e Investigación del SIGAR ganaron el Premio CIGIE a la Excelencia. Los premios incluyeron el premio Sentner, un premio a la excelencia en auditoría y un premio a la excelencia en investigación.[8]
- En mayo de 2012, los agentes especiales de SIGAR recibieron el Premio al Servicio Público de la Oficina del Fiscal Federal para el Distrito Este de Virginia por su trabajo en un importante caso de soborno en Afganistán.
- En octubre de 2011, un equipo de auditoría de SIGAR recibió el Premio Sentner a la Dedicación y Coraje por su trabajo en la Provincia de Lagmán auditando el "Programa de Respuesta a Emergencias del Comandante".
- En octubre de 2011, otro equipo de SIGAR ganó un Premio a la Excelencia por su auditoría de las instalaciones de las Fuerzas de Seguridad Nacional Afganas.[9]

### Reconocimiento y asistencia de organizaciones no gubernamentales (ONGs)
SIGAR, y sus informes, hallazgos e información, también han sido ampliamente discutidos y distribuidos en el Capitolio, el Congreso de los Estados Unidos, y con los formuladores de políticas estadounidenses, por la Fundación Afganistán con sede en Washington D. C., una organización de investigación de políticas públicas sin fines de lucro (ONG).
Los esfuerzos de SIGAR han contribuido a educar e informar a los formuladores de políticas en organizaciones de investigación de políticas públicas y grupos de reflexión sobre temas relacionados con los programas de asistencia estadounidenses, los niveles de ayuda y diversos proyectos en Afganistán, incluidos los problemas de Corrupción en Afganistán, la crisis del Banco de Kabul y otros asuntos importantes.

### Investigaciones
The Washington Post ha presentado demandas  bajo la  Acta de Libertad de Información por documentos gubernamentales relacionados con documentos producidos por el programa Lecciones aprendidas de la agencia. Mientras el asunto legal está pendiente ante la jueza Amy Berman Jackson de la Corte de Distrito de los Estados Unidos para el Distrito de Columbia, se han publicado transcripciones sin editar de entrevistas que revelan un patrón de desinformación por parte de funcionarios del gobierno estadounidense.

## Actividad de supervisión

### Auditorías
La Dirección de Auditorías de SIGAR lleva a cabo auditorías e inspecciones de las actividades de reconstrucción en Afganistán. Estas auditorías están dirigidas a una variedad de programas y actividades para cumplir con el mandato legislativo de SIGAR. Identifican problemas asociados con el esfuerzo de reconstrucción de Estados Unidos y hacen recomendaciones para mejorar la eficiencia y efectividad.
Las auditorías de SIGAR van desde evaluaciones de la dirección del programa hasta exámenes más estrechos de contratos específicos o aspectos de la gestión de contratos y programas. Las inspecciones de SIGAR son evaluaciones de impacto rápido para determinar si los proyectos de infraestructura han sido construidos adecuadamente, se están utilizando según lo previsto y pueden ser sostenibles. SIGAR también lleva a cabo revisiones forenses de los fondos de reconstrucción administrados por el Departamento de Defensa, el Departamento de Estado y la Agencia de los Estados Unidos para el Desarrollo Internacional. Estas revisiones forenses identifican anomalías que pueden indicar fraude.

### Investigaciones
La Dirección de Investigaciones lleva a cabo investigaciones penales y civiles sobre el desperdicio, fraude y abuso relacionados con programas y operaciones respaldadas con fondos estadounidenses asignados para la reconstrucción de Afganistán. Los resultados se logran mediante enjuiciamientos penales, acciones civiles, decomisos, recuperaciones monetarias y suspensiones y exclusiones.
Para cumplir con su misión, SIGAR cuenta con plena autoridad federal de aplicación de la ley a través de su legislación habilitante según lo definido por la Ley de Autorización de Defensa Nacional de 2008. Los Agentes Especiales de SIGAR investigan delitos que involucran fraude en la contratación federal, fraude en contratos, robo, corrupción, soborno a empleados gubernamentales y funcionarios públicos, y una variedad de asuntos civiles relacionados con el desperdicio y abuso de los dólares de los contribuyentes estadounidenses.
- A partir del Informe Trimestral de octubre de 2014, SIGAR tenía 322 investigaciones en curso.[12][13][14]

### Proyectos especiales
El equipo de Proyectos Especiales de SIGAR fue creado para examinar problemas emergentes y entregar informes rápidos y ejecutables a las agencias federales y al Congreso. Los informes de Proyectos Especiales abarcan una amplia gama de programas y actividades, y la oficina está compuesta por auditores, analistas, investigadores, abogados, expertos en la materia y otros especialistas que pueden aplicar rápidamente y de manera conjunta su experiencia a problemas y preguntas emergentes.

### Socios
Según su legislación habilitante, SIGAR coordina y recibe la cooperación de las siguientes organizaciones mientras supervisa los esfuerzos de reconstrucción de Estados Unidos en Afganistán:
- Oficina del Inspector General, Departamento de Defensa de EE. UU.
- Oficina del Inspector General del Departamento de Estado
- Oficina del Inspector General, Agencia de los Estados Unidos para el Desarrollo Internacional

SIGAR y los inspectores generales de la Agencia de Estados Unidos para el Desarrollo Internacional, el Departamento de Defensa y el Departamento de Estado han desarrollado y acordado conjuntamente un plan estratégico para la supervisión de los aproximadamente 104 mil millones de dólares en fondos estadounidenses asignados para la reconstrucción de Afganistán.